# Ингири (село)
Ингири (груз. ინგირი) — село в Грузии, на территории Зугдидского муниципалитета края (мхаре) Самегрело-Верхняя Сванетия.

## География
Село находится в западной части Грузии, при железнодорожной линии Тбилиси — Зугдиди, у юго-западной окраины города Зугдиди, административного центра муниципалитета. Абсолютная высота — 76 метров над уровнем моря.

## Население
По результатам официальной переписи населения 2014 года в Ингири проживало 4049 человек (1945 мужчин и 2104 женщины). В национальной структуре населения грузины составляли 99,6 %.
| Год  | Население, человек |
| ---- | ------------------ |
| 2002 | 5843               |
| 2014 | ↘ 4049             |